# Kasaner Brücke
Die Kasaner Brücke (russisch Казанский мост Kasanski most) ist eine 18,8 Meter lange und 95 Meter breite Brücke über den Gribojedow-Kanal in Sankt Petersburg (Russland). Neben der Grünen Brücke und der Anitschkow-Brücke ist sie eine der drei Flussquerungen auf dem Verlauf des Newski-Prospekts.
Die Brücke wurde 1716 bei der Verlegung der damaligen Newski-Perspektivstraße errichtet und stellte ursprünglich, wie die beiden anderen Straßenbrücken auf dem späteren Prospekt, eine einfache Holzbrücke dar. Die Perspektivstraße überbrückte in diesem Bereich das Flüsschen Kriwuscha, dessen Bett erst 1739 zur Verlegung des Gribojedow-Kanals (bis 1923: Katharinen-Kanals) verwendet wurde. 1737 benannte man die vorher namenlose Brücke in Roschdestwenski Most (Рождественский мост, zu deutsch „Weihnachtsbrücke“), da in unmittelbarer Nähe die später abgetragene Mariä-Geburts-Kirche stand. 1766 wurde die alte Holzbrücke durch die heutige, sehr geringfügig gewölbte Bogenbrücke aus granitverkleidetem Backstein nach einem Entwurf des Ingenieurs Illarion Golenischtschew-Kutusow (des Vaters des späteren Heerführers Michail Kutusow) ersetzt. 1805–06 wurde die Brücke unter Leitung von Luigi Rusca erweitert und erreichte dabei ihre heutige Breite von 95 Metern. Bis heute ist die Kasaner Brücke damit die drittbreiteste in Sankt Petersburg. Wegen der sehr geringen Höhe der Bogenspitze über dem Wasserspiegel des Kanals darf sie von Booten nicht unterfahren werden.
Der heutige Name wurde der Brücke beim Umbau Anfang des 19. Jahrhunderts gegeben, da in unmittelbarer Nähe zu gleicher Zeit an der Stelle der alten Mariä-Geburts-Kirche die bis heute bestehende Kasaner Kathedrale erbaut wurde. 1923 bis 1944 hieß die Brücke Plechanow-Brücke (Мост Плеханова) zu Ehren des sozialistischen Philosophen Georgi Plechanow.
Neben der Kasaner Kathedrale ist das im Jugendstil erbaute Singer-Haus eine weitere Sehenswürdigkeit an der Kasaner Brücke.